# Saint-Pierre-de-Bat
Saint-Pierre-de-Bat är en kommun i departementet Gironde i regionen Nouvelle-Aquitaine i sydvästra Frankrike. Kommunen ligger i kantonen Targon som tillhör arrondissementet Langon. År 2022 hade Saint-Pierre-de-Bat 282 invånare.

## Befolkningsutveckling
Antalet invånare i kommunen Saint-Pierre-de-Bat
Referens:INSEE